# Toxicoscordion micranthum
Toxicoscordion micranthum es una especie norteamericana de planta fanerógama en el género Toxicoscordion.

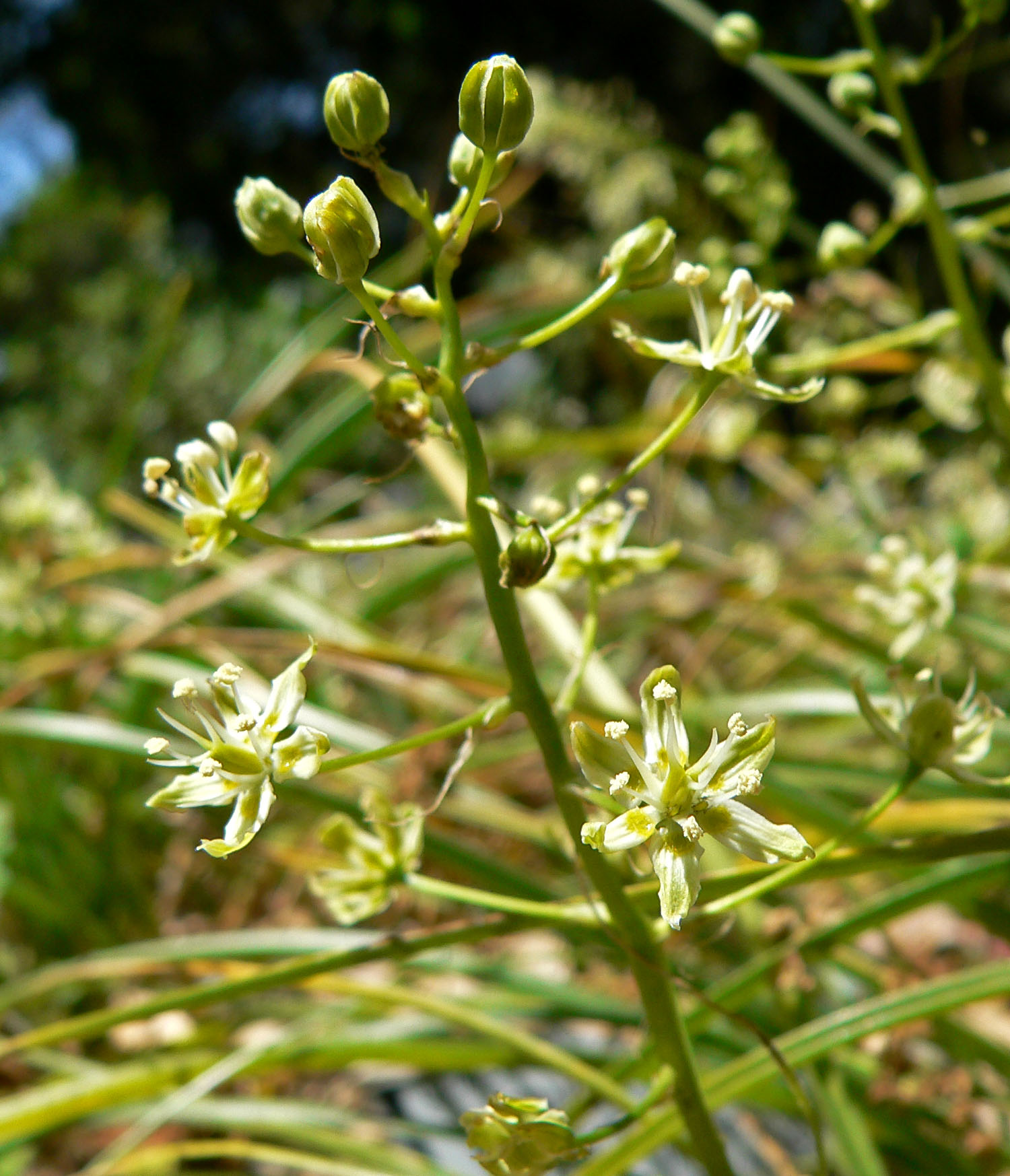

## Distribución
Es nativa de Oregón y California, principalmente en la costa en el condado de Douglas de Napa y Sonoma, con poblaciones aisladas en Lassen, Plumas, Santa Clara, and San Benito Counties. Es un miembro de la flora de los suelos de serpentina.

## Descripción
Toxicoscordion micranthum es una hierba que surge de en bulbo y alcanza un tamaño de hasta 70 cm de altura y que lleva hasta 60 flores. Las flores son blancas o de color crema, a veces con marcas verdes, de 5-12 mm de diámetro, por tanto, más pequeñas que la mayoría de las otras especies del género.

## Taxonomía
Toxicoscordion micranthum fue descrita por (Eastw.) A.Heller y publicado en Muhlenbergia; a journal of botany 6(7): 83. 1910.
Sinonimia
- Zigadenus micranthus Eastw.
- Zygadenus micranthus Eastw., alternate spelling
- Zigadenus venenosus var. micranthus (Eastw.) Jeps